# Petikal Baru
Petikal Baru is een bestuurslaag in het regentschap Lahat van de provincie Zuid-Sumatra, Indonesië. Petikal Baru telt 397 inwoners (volkstelling 2010).